# Stavhopp för damer vid inomhusvärldsmästerskapen i friidrott 2022
Damernas stavhopp vid inomhusvärldsmästerskapen i friidrott 2022 hölls den 19 mars 2022 på Štark arena i Belgrad i Serbien. 11 tävlande från 9 nationer deltog.
Sandi Morris från USA vann guldet med ett säsongsbästa på 4,80 meter. Silvermedaljen togs av landsmaninnan Katie Nageotte som hoppade 4,75 meter och bronset gick till Tina Šutej från Slovenien som också hoppade 4,75 meter, men som hade fler rivningar.

## Resultat
Finalen startade klockan 18:08.
| Placering | Idrottare        | Nationalitet | 4,30 m | 4,45 m | 4,60 m | 4,70 m | 4,75 m | 4,80 m | 4,90 m | Resultat | Noteringar |
| --------- | ---------------- | ------------ | ------ | ------ | ------ | ------ | ------ | ------ | ------ | -------- | ---------- |
| 1         | Sandi Morris     | USA          | –      | o      | xo     | o      | o      | xxo    | xxx    | 4,80 m   | 0SB0       |
| 2         | Katie Nageotte   | USA          | –      | o      | o      | o      | o      | xxx    |        | 4,75 m   |            |
| 3         | Tina Šutej       | Slovenien    | –      | o      | xo     | xxo    | o      | xxx    |        | 4,75 m   |            |
| 4         | Jana Hladijtjuk  | Ukraina      | o      | xo     | o      | xxx    |        |        |        | 4,60 m   | 0SB0       |
| 4         | Angelica Moser   | Schweiz      | –      | xo     | o      | xxx    |        |        |        | 4,60 m   |            |
| 6         | Olivia McTaggart | Nya Zeeland  | o      | o      | xxo    | xxx    |        |        |        | 4,60 m   |            |
| 7         | Xu Huiqin        | Kina         | o      | o      | xxx    |        |        |        |        | 4,45 m   |            |
| 8         | Elisa Molinarolo | Italien      | xxo    | o      | xxx    |        |        |        |        | 4,45 m   |            |
| 9         | Amálie Švábíková | Tjeckien     | o      | xo     | xxx    |        |        |        |        | 4,45     |            |
| 10        | Margot Chevrier  | Frankrike    | xo     | xo     | xxx    |        |        |        |        | 4,45 m   |            |
| 11        | Roberta Bruni    | Italien      | o      | xxx    |        |        |        |        |        | 4,30 m   |            |